# Justin Miller (baseball, 1987)
Pour les articles homonymes, voir Justin Miller et Miller.
Justin Ryan Miller (né le 13 juin 1987 à Bakersfield, Californie, États-Unis) est un lanceur de relève droitier de la Ligue majeure de baseball.

## Carrière
Alors joueur au Bakersfield College de sa ville natale, Justin Miller est en 2006 repêché au 46e tour de sélection par les Rockies du Colorado. Mais il repousse l'offre de l'équipe pour plutôt rejoindre les Bulldogs de l'Université d'État de Californie à Fresno, d'où il est repêché en 16e ronde par les Rangers du Texas en 2008. Il joue en ligues mineures de 2008 à 2013 dans l'organisation des Rangers sans atteindre les majeures, son parcours étant compliqué par une opération de type Tommy John au coude qui lui fait rater toute la saison de baseball 2012.
Libéré par les Rangers du Texas après la saison 2013, Miller rejoint les Tigers de Détroit mais un connaît un premier camp d'entraînement difficile qui se termine par un renvoi aux ligues mineures. Il est cependant rapidement appelé au plus haut niveau après un bon départ chez les Mud Hens de Toledo, le club-école des Tigers. Le releveur droitier joue son premier match dans le baseball majeur le 18 avril 2014 pour Détroit, face aux Angels de Los Angeles. En 8 matchs avec les Tigers, sa moyenne de points mérités s'élève à 5,11 et il remporte sa première victoire dans les majeures. Il rejoint en novembre 2014 les Rockies du Colorado.
Après deux saisons (2015 et 2016) avec Colorado, Miller était en 2017 sous contrat chez les Angels de Los Angeles, avant de rejoindre l'équipe de Washington en mars 2018.